# Macrorrhyncha brevirostris
Macrorrhyncha brevirostris is een muggensoort uit de familie van de Keroplatidae. De wetenschappelijke naam van de soort is voor het eerst geldig gepubliceerd in 1911 door Lundstrom.